# Stéfanie Dolan
Pour les articles homonymes, voir Dolan.
Stéfanie Dolan est une actrice québécoise spécialisée dans le doublage. Elle est notamment la voix québécoise d'Emma Watson, Sydney Sweeney, Imogen Poots, Hayden Panettiere, Brie Larson, ainsi qu'une des voix d'Alicia Vikander, Amanda Seyfried, Amanda Bynes, Emily Browning, Alexandra Daddario et de Brittany Snow.

## Doublage

### Cinéma

#### Films
| - Emma Watson dans (12 films) : - Harry Potter à l'école des sorciers (2001) : Hermione Granger - Harry Potter et la Chambre des secrets (2002) : Hermione Granger - Harry Potter et le Prisonnier d'Azkaban (2004) : Hermione Granger - Harry Potter et la Coupe de feu (2005) : Hermione Granger - Harry Potter et l'Ordre du phénix (2007) : Hermione Granger - Harry Potter et le Prince de sang-mêlé (2009) : Hermione Granger - Harry Potter et les Reliques de la Mort - Partie 1 (2010) : Hermione Granger - Harry Potter et les Reliques de la Mort - Partie 2 (2011) : Hermione Granger - Une semaine avec Marilyn (2011) : Lucy - Régression (2015) : Angela Gray - The Circle (2017) : Mae Holland - Les Quatre Filles du docteur March (2019) : Margaret « Meg » March - Hayden Panettiere dans (7 films) : - Tante Helen (2004) : Audrey Davis - Une princesse sur la glace (2005) : Casey Carlyle - Zig Zag, l'étalon zébré (2005) : Channing Walsh - Des lucioles dans le jardin (2008) : Jane Lawrence (jeune) - Je t'aime, Beth Cooper (2009) : Beth Cooper - Frissons 4 (2011) : Kirby Reed - Frissons VI (2023) : Kirby Reed - Brie Larson dans (6 films) : - Vengeance en pyjama (2004) : Elizabeth "Liz" Daniels - Greenberg (2010) : Sara - 21 Jump Street (2012) : Molly Tracey - Don Jon (2013) : Monica Martello - Le flambeur (2014) : Amy Phillips - Cas désespéré (2015) : Kim Townsend - Kong: Skull Island (2017) : Mason Weaver - Rapides X (Fast X) (2023) : Tess - Imogen Poots dans (6 films) : - Tout finit par se savoir (2014) : Isabella « Izzy » Patterson / Glo Stick - Célibataires... ou presque (2014) : Ellie - Noël Tragique (2019) : Riley Stone - Le père (2020) : Laura - Sortie côté tour (2020) : Susan - Combat des ombres (2020) : Ana - Sydney Sweeney dans (3 films) : - N'importe qui sauf toi (Anyone But You) (2023) : Bea - Madame Web (2024) : Julia Cornwall - Immaculée (2024) : sœur Cecilia - Anna Popplewell dans : - Le Petit Vampire (2000) : Anna Sackville-Bagg - Les Chroniques de Narnia : L'Armoire magique (2005) : Susan Pevensie - Les Chroniques de Narnia : Le Prince Caspian (2008) : Susan Pevensie - Les Chroniques de Narnia : L'Odyssée du Passeur d'Aurore (2010) : Susan Pevensie - Alexis Dziena dans : - Pizza (2005) : Emily - Chasse au trésor (2008) : Gemma Honeycutt - Traqués (2009) : Maria - C'était à Rome (2010) : Joan - Amanda Seyfried dans : - Mâle Alpha (2006) : Julie Beckley - Solstice (2008) : Zoe - Cher John (2010) : Savannah Curtis - Épique (2013) : Mary Katherine (voix) - Alexandra Daddario dans : - San Andreas (2015) : Blake - Un choix (2016) : Monica - Baywatch : Alerte à Malibu (2017) : Summer Quinn - Phénix (2020) : May - Alicia Vikander dans : - Blue Bayou (2021) : Kathy LeBlanc - Le chevalier vert (The Green Knight) (2021) : Essel / Lady - Alison Pill dans : - La Voie du destin (Perfect Pie) (2002) : Marie (15 ans) - Dan face à la vie (2007) : Jane Burns - Milk (2008) : Anne Kronenberg - Pauvres petits chagrins / All My Puny Sorrows (2021) : Yolandi "Yoli" Von Riesen - Romance imprévue / Young Werther (2024) : Charlotte | - Simone Ashley dans : - À son image / Picture This (2025) : Pia - Meghann Fahy dans : - Trollée / Drop (2025) : Violet - Jewel dans : - Framed for Murder: A Fixer Upper Mystery (en) (2017) : Shannon Hughes - Concrete Evidence: A Fixer Upper Mystery (en) (2017) : Shannon Hughes - Deadly Deed: A Fixer Upper Mystery (en) (2018) : Shannon Hughes - Amanda Bynes dans : - Amour à la dérive (2005) : Jenny Taylor - Hairspray (2007) : Penny Pingleton - Sydney White (2007) : Sydney White - Caitlin Wachs dans : - Mon chien Skip (2000) : Rivers Applewhite - Inspecteur Gadget 2 (2003) : Penny - Dakota Fanning dans : - Le Miel d'Harar (Sweetness in the Belly, 2019) : Lily Mitchell Abdal - Le justicier 3 (Equalizer 3) (2023) : Emma Collins - Kat Dennings dans : - Charlie Bartlett (2008) : Susan Gardner - La Bunny du campus (2008) : Mona - Ashley Tisdale dans : - Des Extraterrestres dans le grenier (2009) : Bethany Pearson - Film de peur 5 (2013) : Jody Sanders - Kirby Bliss Blanton - Projet X (2012) : Kirby - Un justicier dans la ville (2018) : Bethany - Zoey Deutch dans : - Sublimes Créatures (2013) : Emily Asher - Sale grand-père (2016) : Shadia - 1999 : Les Casablancais : Mouda - 2000 : MVP: Mon Vaillant Primate : Tara Westover (Jamie Renée Smith) - 2001 : Les Autres : Anne Stewart (Alakina Mann) - 2001 : Ne dites rien : Jessie Conrad (Skye McCole Bartusiak) - 2001 : Osmosis Jones : Shane Detorri (Elena Franklin) - 2003 : Darkness Falls : La ville des ténèbres : Caitlin (jeune) (Emily Browning) - 2004 : Un miracle pour Ralph : Claire Collins (Tamara Hope) - 2005 : Les Tiens, les Miens et les Nôtres : Christina Beardsley (Katija Pevec) - 2005 : Le Pacificateur : Zoe Plummer (Brittany Snow) - 2005 : Crier au Loup : Regina (Kristy Wu) - 2006 : La Nativité : Marie (Keisha Castle-Hughes) - 2006 : Sasquatch et Cie : Sophie (Addie Land) - 2006 : Tomber... Pile : Joanne (Vanessa Lengies) - 2006 : Jeunes sans surveillance : Grace Conrad (Gina Mantegna) - 2006 : La Bête : Raquel Jackson (Melanie Monroe) - 2006 : Accepté : Rory (Maria Thayer) - 2007 : Oncle P : Tammy Miller (Mercedeh Allen) - 2007 : Au pays des femmes : Sofia (Elena Anaya) - 2007 : Terreur à l'Halloween : Sara (Isabelle Deluce) - 2007 : L'Auberge 2 : Whitney (Bijou Phillips) - 2008 : AmericanEast : Leila Marzoke (Tay Blessey) - 2008 : Ados extrêmes : Sweetie Pie (Joanna García) - 2008 : Le cauchemar de Molly Hartley : Laurel Miller (Jessica Lowndes) - 2008 : Free Style : Crystal (Tegan Moss) - 2008 : Vol de banque : Ingrid Burton (Georgia Taylor) - 2009 : Miss Mars : Cindy Whitehall (Raquel Alessi) - 2009 : Casque et talons hauts : Bobbie Mitchell (Ferron Guerreiro) - 2009 : Street Fighter : La légende de Chun-Li : Chun-Li Zhang (Kristin Kreuk) - 2009 : Folies de graduation : Le Livre de l'amour : Dana (Melanie Papalia) - 2009 : L'An Un : Imma (Juno Temple) - 2009 : La Vérité toute crue : Joy (Bree Turner) - 2010 : Dernier Cri : Spencer Fyne (Tiera Skovbye) - 2011 : Sortie fatale 4 : Claire (Samantha Kendrick) - 2012 : Belles et rapides : Shania Andrews (Lenora Crichlow) - 2012 : LOL : Janice (Lina Esco) - 2012 : À la poursuite de Mavericks : Brenda Hesson (Abigail Spencer) - 2013 : Nous sommes les Miller : Melissa Fitzgerald (Molly Quinn) - 2013 : Run Out : Angelica Moore (Leyla Haidarian) - 2013 : La colonie : Kai (Charlotte Sullivan) - 2013 : Carrie : Susan Snell (Gabriella Wilde) - 2023 : Cinq nuits chez Freddy : Vanessa Shelly (Elizabeth Lail) |

#### Films d'animation
- 2000 : Pokémon 3 : Le Sort des Unown : Lisa
- 2003 : Blizzard : Katie
- 2013 : Epic : Mary Katherine
- 2018 : Ralph brise l'Internet : Les Mondes de Ralph 2 : Yesss

### Télévision

#### Téléfilms
- 1999 : Les grands artistes: Mary Cassatt : Elsie Cassatt (Emma Taylor-Isherwood)
- 2010 : Ma gardienne est un vampire : Sarah (Vanessa Morgan)
- 2017 : Enquêtes gourmandes : Festin mortel : Angela Weston (Brittney Wilson)

#### Séries télévisées
- 2000 : Zoboomafoo : Amy (Genevieve Farrell) (saison 2)
- 2001 : Screech Owls : Sarah Cuthbertson (Nicole Hardy) (5 épisodes)
- 2002 : Galidor : Allegra Zane (Marie-Marguerite Sabongui) (23 épisodes)
- 2005 : American Dad! : Hayley Smith (Rachael MacFarlane) (2005)
- 2010 : Mon ange gardien : Denise Simmons (Kendra Timmins) (2011-2012)
- 2012 : Le Transporteur : Carla Valeri (Andrea Osvart) (saison 1)
- 2017 : Frankie et les ZhuZhu Pets : Pipsqueak (Tajja Isen) (2017)
- 2019 : Flack (en) : Robyn (Anna Paquin) (tous les épisodes, 2019-2020)
- 2019 : Animal Kingdom : Janine « Smurf » Cody (jeune) (Leila George) (saison 5, récurrente saison 4)
- 2023 : Rodéo / Ride : Missy McMurray (Tiera Skovbye) (tous les épisodes, 2023)
- 2023 : Aux frontières (Outer Range) : Autumn (Imogen Poots) (tous les épisodes, 2023)